# Scrabble duplicat

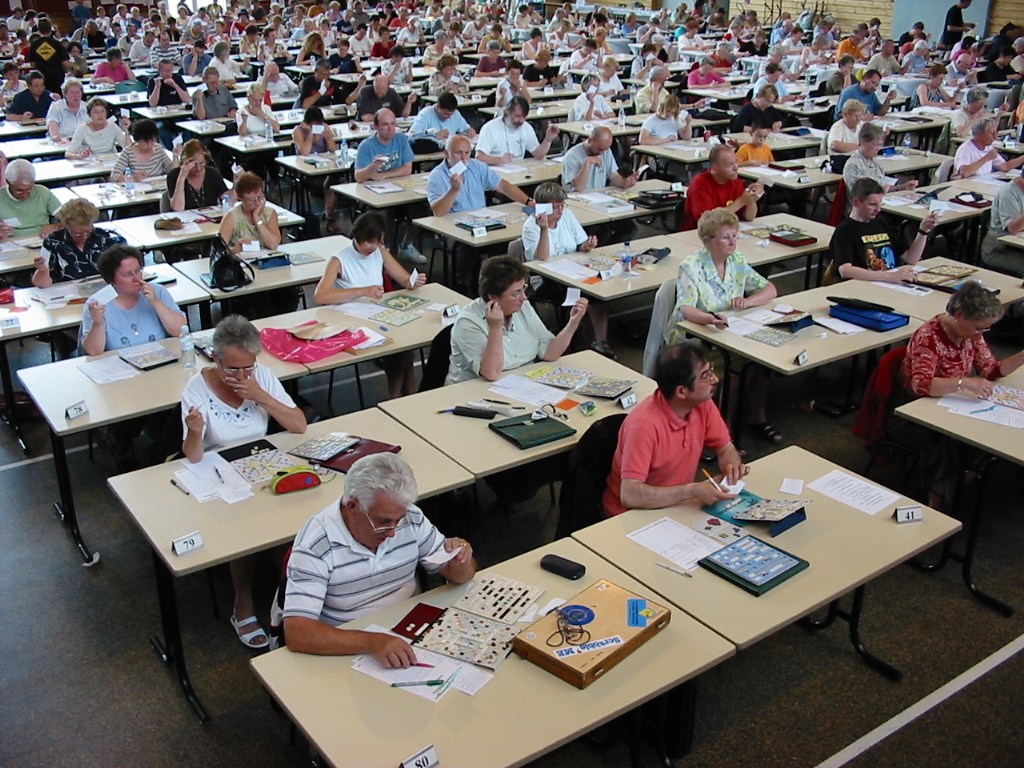
Al final del temps establert, els jugadors han d'alçar el full d'anotació, que serà recollit per un auxiliar.

L'Scrabble duplicat és una variant del joc de Scrabble, on tots els jugadors s'enfronten amb el mateix tauler i fitxes al mateix temps. L'objectiu és aconseguir la millor puntuació possible. Aquesta varietat és la més popular a la zona francòfona, més que l'Scrabble clàssic, i també es juga en altres llengües com romanès i neerlandès. El torneig més important de Scrabble francès pot atraure més de 2.000 persones i alguns tornejos individuals poden comptar amb més de 1.000 participants per partida.

## Història
L'Scrabble duplicat fou inventat per Hippolyte Wouters, un advocat belga francòfon, al voltant de 1970. El 1972 es va organitzar el primer Campionat Mundial de Scrabble en francès a Cannes, França. Només van participar-hi 8 jugadors. D'aleshores ençà, cada any s'ha organitzat el Campionat Mundial de Scrabble en francès en ciutats de diferents països. El campionat més recent, a Tours, França, va comptar amb una participació de 274 persones.
A causa de la naturalesa de l'Scrabble duplicat, gairebé no hi ha límit en el nombre de jugadors que poden participar en una partida, i en els festivals internacionals més grans, algunes partides compten amb més de 1.000 persones simultàniament. En francès, l'Scrabble duplicat es practica a França, Bèlgica, Canadà, Suïssa, Senegal, Benín, Tunísia, Líban i molts altres països.

## Regles
Les normes de l'Scrabble duplicat poden variar entre els diferents idiomes i les diferents associacions. Alguns dels principis generals de l'Scrabble duplicat són:
1. A l'inici del joc, l'àrbitre principal tria set fitxes a l'atzar. Els jugadors prenen aquestes mateixes set fitxes. Els jugadors disposen d'un temps determinat per escriure la jugada escollida en un paper que serà recollit per un auxiliar i entregat a un àrbitre. El jugador té l'obligació d'escriure la puntuació i les coordenades de la paraula. La paraula de més puntuació es col·loca al tauler. Per tant, cada jugadors s'enfronta a la mateixa situació, al mateix temps, i cap jugador jugador té avantatge per tenir fitxes diferents.
2. Una jugada amb dades errònies o no vàlides val zero punts.
3. Sempre hi ha d'haver com a mínim una vocal i una consonant. Si les set fitxes no contenen una vocal o una consonant, es tornen a col·locar al sacquet i es prenen set fitxes noves a l'atzar. Si no hi ha més consonants o no hi ha més vocals al saquet, el joc s'acaba.
4. Al final del joc, el jugador amb una puntuació acumulada més alta és declarat guanyador. Aquest resultat també es pot expressar com un percentatge (dividint la puntuació acumulada de cada jugador pel total de totes les millors jugades) o com una cosa negativa, per exemple, 790 de 800 seria -10 (o 98,75%).

## Variacions

### Temps per a pensar
Per fer el joc més difícil, es pot reduir el temps per a pensar. En francès, el temps estàndard per a pensar és de 3 minuts. Com als escacs, hi ha partides "llampec" on el jugador només té 1 minut per a pensar la jugada. També hi ha les partides "semi-rèpides" on el jugador té 2 minuts per pensar la jugada.

### Nombre de jugadors
L'Scrabble duplicat es pot jugar per parelles. En aquesta modalitat es formen equips de dos jugadors que han d'acordar la jugada que presenten. El Campionat Mundial de Scrabble francès per parelles s'ha jugat cada any des de 1975. També hi ha un concurs de Scrabble duplicat per parelles al campionat nacional de Romania.